# Dichobunidae
Los dicobúnidos (Dichobunidae)  son una familia extinta de mamíferos primitivos, pertenecientes al orden de los artiodáctilos, conocidos desde el Eoceno inferior hasta el Oligoceno superior, que vivían en América del Norte, Europa y Asia. En los dicobúnidos se incluyen algunos de los artiodáctilos más antiguos, los cuales existieron hace unos 56 millones de años.
Anteriormente no tenían un suborden fijo ya que son un grupo de artiodáctilos primitivos del cual pudieron haber derivado los otros grupos, sin embargo algunas clasificaciones los incluyen dentro del suborden Whippomorpha.
Eran animales pequeños, del tamaño de un conejo moderno, con muchas características primitivas. Tenían cuatro o cinco dedos en cada pie, que acababan en una pequeña pezuña. Su dentición era completa, a diferencia de los artiodáctilos posteriores, que tienen denticiones más especializadas. La forma de sus dientes sugiere que eran herbívoros, que se alimentaban de pequeñas hojas en el sotobosque. La forma de su cuerpo y extremidades sugiere que podrían haber sido animales veloces, a diferencia de la mayoría de sus contemporáneos.

## Taxonomía
Clasificación de Dichobunidae según McKenna y Bell en 1997:
- Familia Dichobunidae
  - †Paraphenacodus
  - †Dulcidon
  - †Chorlakkia
  - †Pakibune
  - †Neochorlakkia
  - Subfamiia †Dichobuninae
    - Tribu †Hyperdichobunini
      - †Mouillacitherium
      - †Hyperdichobune

    - Tribu †Dichobunini
      - †Aumelasia
      - †Meniscodon
      - †Messelobunodon
      - †Dichobune
      - †Buxobune
      - †Neufferia
      - †Metriotherium
      - †Synaphodus

  - Subfamilia †Diacodexeinae
    - †Diacodexis
    - †Bunophorus
    - †Eolantianius
    - †Protodichobune
    - †Lutzia
    - †Tapochoerus
    - †Neodiacodexis

  - Subfamilia †Homacodontinae
    - Tribu †Bunomerycini
      - †Bunomeryx
      - †Hylomeryx
      - †Mesomeryx
      - †Mytonomeryx
      - †Pentacemylus

    - Tribu †Homacodontini
      - †Hexacodus
      - †Antiacodon
      - †Eygalayodon
      - †Homacodon
      - †Auxontodon
      - †Microsus
      - †Texodon

  - Subfamilia †Leptochoerinae
    - †Stibarus
    - †Ibarus
    - †Laredochoerus
    - †Leptochoerus

Fuentes más modernas señalan a los dicobúnidos como parafiléticos y proponen otras clasificaciones.